# Kurumi Yoshida
Kurumi Yoshida (japanska: 吉田胡桃?, Yoshida Kurumi), född den 1 december 1991 i Osaka, är en japansk konstsimmare.
Hon tog OS-brons i lagtävlingen i samband med de olympiska tävlingarna i konstsim 2016 i Rio de Janeiro..